# Istituto diplomatico "Mario Toscano"
L'Istituto diplomatico "Mario Toscano" (ISDI) è stato il centro di formazione del Ministero degli affari esteri.
L'istituto aveva sede a Roma, all'interno di Villa Madama. Dal 2014 è stato sostituito da una Unità per la formazione.

## Storia
L'istituto è stato creato nel 1967, in seguito alla riforma dell'ordinamento del Ministero degli Affari Esteri. Tra i promotori ci fu Roberto Gaja.L'anno successivo il centro è stato intitolato a Mario Toscano , docente universitario e capo del servizio studi e consulente storico-diplomatico del Ministero degli Esteri.
All'istituto era affidato il compito di curare la formazione e il perfezionamento professionale di tutto il personale dipendente del ministero, tenuto conto delle specifiche esigenze organizzative. Le attività formative dell'ISDI sono rivolte principalmente ai diplomatici, nel corso dell'intera carriera, ai dirigenti e Funzionari amministrativi, al personale delle aree funzionali e al personale dell'area della promozione culturale.
Tra le attività formative periodicamente organizzate figurano corsi per diplomatici, corsi pre-posting e corsi di lingua.
I docenti dell'istituto sono soprattutto funzionari e personale esperto del Ministero degli affari esteri. L'istituto ha anche realizzato numerose pubblicazioni, soprattutto di circolazione interna al Ministero, destinate alla formazione.
Fino al 2014 l'istituto si è occupato della formazione iniziale e continua del personale appartenente alla carriera diplomatica: la riforma Madia ha riorganizzato il sistema formativo delle strutture governative, unendo i diversi centri di formazione all'interno della Scuola nazionale dell'amministrazione, supervisionata dalla Presidenza del Consiglio dei ministri. L'Istituto diplomatico ha dato origine al Dipartimento integrazione europea e affari internazionali della SNA.
Dal 2014 all'interno del Ministero degli Affari Esteri e della Cooperazione Internazionale è stata costituita una Unità per la Formazione che opera nell'ambito della Direzione generale per le risorse e l'innovazione (DGRI).

## Direttori
L'istituto era diretto da un diplomatico con il grado di ministro plenipotenziario e da un consigliere in qualità di vice direttore.
| 1968-1973 | Francesco Silj di Sant'Andrea d'Ussita                          |
| 1973-1975 | Aureliano Siotto Pintor                                         |
| 1975-1976 | Luciano Girelli                                                 |
| 1976-1978 | Ferdinando Mor                                                  |
| 1978-1979 | Sergio Kociancich                                               |
| 1980-1987 | Vittorio Amedeo Farinelli                                       |
| 1987-1988 | Sergio Kociancich                                               |
| 1988-1994 | Andrea Giuseppe Mochi Onory di Saluzzo di Monterosso e Valgrana |
| 1994-1995 | Michelangelo Iacobucci                                          |
| 1995-1996 | Maurizio Moreno                                                 |
| 1996-1999 | Luchino Cortese                                                 |
| 1999-2002 | Franco Mistretta                                                |
| 2002-2008 | Maurizio Serra                                                  |
| 2008-2011 | Emanuela D'Alessandro                                           |
| 2011-2014 | Stefano Baldi                                                   |

## Corsi di Formazione per giovani diplomatici
Tra i compiti dell'Istituto Diplomatico, attualmente svolti dalla Scuola Nazionale dell'Amministrazione in collaborazione con l'Unità di formazione della DGRI del Ministero degli Affari Esteri e della Cooperazione internazionale, rientra l'organizzazione dei Corsi di preparazione professionale per i Segretari di Legazione in prova (i giovani diplomatici appena assunti).
I corsi organizzati negli anni sono intitolati a illustri diplomatici del passato.
| 2003 | Costantino Nigra                 |
| 2004 | Emilio Visconti Venosta          |
| 2005 | Carlo Felice Nicolis di Robilant |
| 2006 | Alberto Blanc                    |
| 2007 | Giacomo Malvano                  |
| 2009 | Antonino di San Giuliano         |
| 2010 | Sidney Sonnino                   |
| 2010 | Riccardo Bollati                 |
| 2011 | Salvatore Contarini              |
| 2011 | Carlo Sforza                     |
| 2012 | Egidio Ortona                    |
| 2013 | Renato Prunas                    |
| 2014 | Pietro Quaroni                   |
| 2014 | Roberto Gaja                     |
| 2014 | Bernardo Attolico                |
| 2016 | Attilio Cattani                  |
| 2016 | Raffaele Guariglia               |
| 2017 | Carlo de Ferrariis Salzano       |
| 2018 | Carla Zuppetti                   |
| 2019 | Roberto Ducci                    |
| 2021 | Enzo Perlot                      |
| 2022 | Luca Attanasio                   |
| 2023 | Francesco Paolo Fulci            |